# Cotu lui Ivan, Iași
Cotu lui Ivan este un sat în comuna Golăiești din județul Iași, Moldova, România.